# Packard DR-980

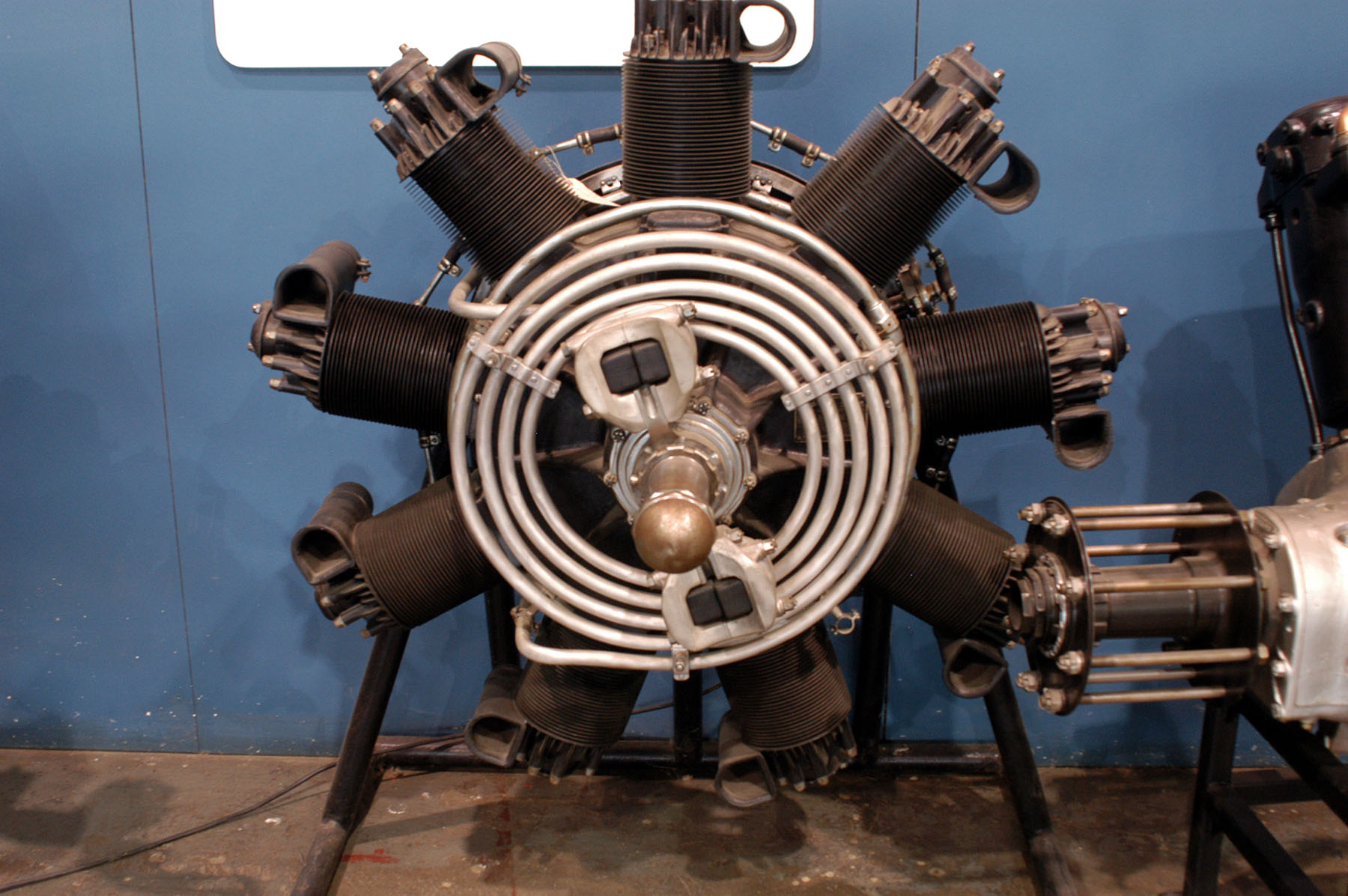
Packard DR-980

Der Packard DR-980 war ein luftgekühlter Flugmotor des US-amerikanischen Herstellers Packard. Der DR-980 war ein Viertaktmotor mit neun Zylindern in Sternanordnung, der nach dem Dieselprinzip arbeitete. Mit ihm gelang am 18. September 1928 der erste Motorflug mit einem Dieselmotor und im Mai 1932 ein Dauerflugrekord von 84 Stunden und 32 Minuten, der 55 Jahre Bestand hatte.

## Geschichte
Am 18. August 1927 wurde zwischen dem Präsidenten der Packard Motor Car Company, Alvan Macauley, und dem deutschen Ingenieur Hermann Dorner ein Lizenzabkommen über die Entwicklung eines Flugdieselmotors unter Verwendung von Konstruktionsdetails und Motorenkomponenten Dorners geschlossen. Zusammen mit dem Luftfahrt-Chefingenieur der Firma Packard, Lionel M. Woolson, wurde die Arbeit aufgenommen, die bereits im September 1928 zum historischen Erstflug eines diesel-betriebenen Flugzeuges, einer Stinson Detroiter, führte. Woolson war während der Entwicklung für die Gewichtsreduktionen, Dorner für den Verbrennungsprozess verantwortlich.
Ab Mai 1929 wurden erste Überlandflüge mit der Stinson Detroiter durchgeführt. Von der Firma Packard wurde in dieser Zeit eine Fabrik eingerichtet, in der 500 Motoren monatlich hätten gebaut werden können. Im Mai 1931 wurde der eingangs erwähnte Dauerflugrekord aufgestellt. Trotz dieser anfänglichen Erfolge war das Projekt letztlich nicht erfolgreich und wurde 1933 nach der Serienfertigung einiger weniger Exemplare eingestellt. Neben dem Unfalltod des Chefentwicklers Lionel Woolson im Jahre 1930 stand die voreilige Produktionsaufnahme des noch nicht gänzlich ausgereiften Motors einem kommerziellen Erfolg entgegen.
Aus technischer Perspektive standen dem niedrigen Kraftstoffverbrauch, dem weniger feuergefährlichem Treibstoff und dem relativ einfachem technischen Aufbau die Nachteile durch Geruchsbelästigung, die konstruktionsbedingt mangelhafte Auspuffanlage, Rauch- und Rußentwicklung, Vibrationen und Anfälligkeit der Einspritzpumpelemente gegenüber. War der Motor den konkurrierenden zeitgenössischen Otto-Flugmotoren von den Leistungsdaten anfangs ebenbürtig oder gar überlegen, kehrte sich dieses Verhältnis nach der Einführung von Flugbenzin mit 87 oder gar 100 Oktan Anfang der 1930er-Jahre und der damit verbundenen Leistungssteigerung der Ottomotoren um.

## Aufbau
Der DR-980 war ein einreihiger Sternmotor. Er war in Leistung, Abmessungen und Gewicht so ausgelegt, dass er als Alternative für den populären Wright J-5 eingesetzt werden konnte. Durch die durch das Dieselprinzip entstehenden hohen Zylinderdrücke und starken mechanischen Kräfte war es erforderlich, in einigen Punkten erheblich von der damals üblichen Bauweise von Otto-Flugmotoren abzuweichen.
Das Kurbelgehäuse war einteilig aus einer Magnesium-Legierung gegossen. Lediglich auf der Rückseite wurde ein Deckel, der auch das hintere Kurbelwellenlager getragen hat, aufgeschraubt. Um die Beanspruchung des sehr leichtgewichtigen Gehäuses durch Zugkräfte zu vermeiden, wurden die Zylinder nicht mit Stehbolzen an dem Gehäuse angeschraubt, sondern alle zusammen mit zwei außerhalb des Gehäuses verlaufenden, ringförmig Stahlreifen gegen das Gehäuse gespannt. Je ein Reif war vor und hinter der Zylinderebene auf Höhe der vorderen und hinteren Gehäusewandung angeordnet. Am Fuß der Zylinder gab es einen Auflageflansch, in diesen war auf der Vorder- und Rückseite eine rillenförmige Nut für diesen Reif eingearbeitet.
Der Kurbeltrieb bestand aus einem Hauptpleuel und acht Nebenpleueln, die an dessen Fuß angelenkt waren. Um die Kurbelwelle vor den durch die hohe Verdichtung entstehenden Drehmomentspitzen zu entlasten, wurden die Gegengewichte an den Kurbelwangen drehbar schwingend, und mit einer starken Rückstellfeder versehen, gelagert. Dies sollte die Einflüsse der ungleichförmigen Torsionskräfte abdämpfen. Aus dem gleichen Grund war zwischen dem vorderen Kurbelwellenstumpf und der Luftschraube ein Drehschwingungsdämpfer mit Gummiklötzen als Dämpfungselement angeordnet, um Torsionsschwingungen von der Propellernabe fernzuhalten.
Die stählernen Zylinder sind als Sackzylinder ausgeführt, die Brennraumwand und die Zylinderbuchse sind ein Teil. In diesem befand sich auch der Ventilsitz für das einzige Ventil sowie im oberen hinteren Bereich des Zylindermantels eine Bohrung für die Einspritzdüse, bei späteren Ausführungen noch für eine Glühkerze. Außen war auf den Brennraumboden ein verrippter Leichtmetall-Zylinderkopf aufgeschraubt, der die Ventilführung, den gemeinsamen Ein-/Auslasskanal und den Kipphebelmechanismus enthielt. Das Ventil war außermittig angeordnet, um der einströmenden Frischluft einen Drall zu vermitteln. Der gemeinsame Ein-/Auslasskanal mündete in einem längs vom Fahrtwind durchströmten Rohrstück, in dem vorne die Verbrennungsluft ein- und hinten das verbrannte Abgas austrat. Zum Ladungswechsel war das Ventil annähernd zwei Kolbenhübe lang geöffnet und fungierte bei der Aufwärtsbewegung nach dem Expansionstakt erst als Auslassventil, bei der anschließenden Abwärtsbewegung als Einlassventil, wobei sich die Strömung im Gaskanal umkehrte.
Bei späteren Exemplaren wurden an diesen Ansaug-/Auspuffstutzen noch Drosselklappen auf der vorne liegenden Frischluft-Eintrittsseite angebaut, um die Leerlaufdrehzahl des Motors beim Drosseln besser senken zu können.

## Technische Daten
- Zylinder: 9
- Gaswechsel: 1 Ventil je Zylinder, OHV-Ventilsteuerung
- Zylinderbohrung: 122,2 mm (4 13/16″)
- Hub: 152,40 mm (6″)
- Hubraum: 982 Kubikzoll, entspricht ca. 16,1 l
- Dauerleistung: 225 PS bei 1900/min
- Verdichtungsverhältnis: anfangs 16:1, Serienexemplare 14:1

## Verwendung
- Stinson Detroiter
- Bellanca CH-300 Pacemaker (Dauerflug-Weltrekord)

## Vergleichbare Motoren
- Bristol Phoenix
- BMW 114
- Clerget 9A und 14F-01
- Československá zbrojovka ZOD 260-B
- Guiberson A-1020